# پرزسلاو
پرزسلاو (به لاتین: Przecław) یک منطقهٔ مسکونی در لهستان است که در گمینا پژتسواو واقع شده‌است. پرزسلاو ۱٬۴۰۰ نفر جمعیت دارد.